# Risiocnemis kiautai
Risiocnemis kiautai är en trollsländeart som beskrevs av Hämäläinen 1991. Risiocnemis kiautai ingår i släktet Risiocnemis och familjen flodflicksländor. Inga underarter finns listade i Catalogue of Life.